# Димитър Кръстев (генерал)
Вижте пояснителната страница за други личности с името Димитър Кръстев.
Димитър Стойчев Кръстев е български офицер, генерал-майор, инженер.

## Биография
Роден е на 24 август 1942 г. в град Пловдив. Завършва през 1961 г. техникума по механотехника в Карлово със специалност „Двигатели с вътрешно горене“. Детските и юношеските му години преминават в Казанлък, Калофер и Карлово. Баща му притежава гостилница в Казанлък, която впоследствие е национализирана от властите. Той става готвач на офицерски корпус на пета танкова дивизия в Казанлък. Там 6-годишния Димитър се запознава с танковете, което впоследствие предопределя професионалната му кариера. В периода 1961 – 1966 г. учи във Висшето народно военно училище във Велико Търново профил „танкист – строеви“ и гражданска специалност „инженер по двигатели с вътрешно горене“. Службата си започва като командир на взвод в 104 учебен танков полк в Асеновград. От 1969 г. е командир на рота и военно-временен щат е помощник-началник щаб по разузнаването. В периода 1972 – 1975 г. учи във Военната академия на бронетанковите войски „Родион Малиновски“. След завръщането си е повишен в чин капитан-инженер и е назначен за заместник-командир по строевата част на шестдесет и шести танков полк в Хасково, част от седемнадесета мотострелкова дивизия. През 1979 г. е повишен в звание майор-инженер и става командир на полка. Остава на този пост до 1982, когато става старши помощник в Плановия отдел на Управление „Бойна подготовка“ на КСВ. От 30 септември 1983 г. е назначен за командир на единадесета танкова бригада и повишен в чин подполковник. От 1986 до 1988 г. учи във Военната академия на Генералния щаб на въоръжените сили на СССР. Между 1988 и 1990 г. е командир на втора мотострелкова дивизия. В периода 30 август 1990 – 17 юли 1992 г. е началник на Народната школа за запасни офицери „Христо Ботев“. От 17 юли 1992 г. е началник на Военната академия в София. С указ № 159 от 17 юли 1992 г. е удостоен с званието генерал-майор. Подава оставка в края на септември 1993 г., след инцидент, при който загиват войници от представителния батальон на Академията. След това изкарва 6-месечен подготвителен курс в Разузнавателното управление на Генералния щаб и от 5 август 1994 г. е назначен за военен аташе в Чешката република, отговарящ и за Словакия. Остава на този пост до февруари 1999 г., след което остава на разпореждане на министъра на отбраната. На 3 май 1999 г. е назначен за главен инспектор на Сухопътните войски в Инспектората на Министерството на отбраната. На 7 юли 2000 г. е удостоен с висше военно звание генерал-майор (две звезди) и освободен от кадрова военна служба.

## Образование
- Техникум по механотехника, Карлово (до 1961 г.)
- Висше народно военно училище (1961 – 1966)
- Военна академия на бронетанковите войски „Родион Малиновски“, СССР (1972 – 1975)
- Военна академия на Генералния щаб на въоръжените сили на СССР, (1986 – 1988)

## Военни звания
- Инженер-лейтенант (23 септември 1966)
- Инженер-старши лейтенант (октомври 1969)
- Капитан-инженер (септември 1975)
- Майор-инженер (есента на 1979)
- Подполковник (30 септември 1983)
- Полковник (септември 1988)
- Генерал-майор с 1 звезда (17 юли 1992)
- Генерал-майор с 2 звезди (7 юли 2000)